# Vanuatski kulturni centar
Vanuatski kulturni centar (bislamski: Vanuatu Kaljoral Senta) je osnovan 1959. godine te je nacionalno kulturno središte Vanuatua. Nalazi se u Port Vili.  Centar radi na arhiviranju i promicanju različitih kultura Vanuatua, te je krovna organizacija koja uključuje Vanuatski nacionalni muzej, Kulturni i povijesni Site Survey, Nacionalnu knjižnicu i Nacionalni filmski i zvučni studio. Njegov cilj je snimanje i promoviranje tradicionalnih autohtonih običaja Vanuatua.

## Vanjske poveznice
- Službena stranica  Arhivirana inačica izvorne stranice od 18. travnja 2009. (Wayback Machine)